# 館腰車站
館腰車站（日语：／ Tatekoshi eki */?）是一由東日本旅客鐵道（JR東日本）所經營的鐵路車站，位於日本宮城縣名取市植松。館腰車站是JR東日本東北本線沿線車站，但常磐線上的列車也會借道本站駛抵仙台。在2007年仙台空港鐵道仙台空港線通車啟用之前，館腰曾一度是距離仙台機場（仙台空港）最近的鐵路車站，因此又有仙台空港口的副站名，但此副站名早已在專屬鐵路線通車後停用。
館腰車站隸屬於JR東日本仙台分社的管轄範圍，但在實際車站經營方面是一個委由JR東日本子公司東北綜合服務（東北総合サービス）的業務委託車站，站內設有簡單的訂票、售票與補票設備，在管理上是由名取車站代管。

## 車站結構
對向式月台2面2線的地面車站。

### 月台配置
| 月台 | 路線               | 方向 | 目的地   |
| ---- | ------------------ | ---- | -------- |
| 1    | ■東北本線、■常磐線 | 下行 | 仙台方向 |
| 2    | ■東北本線、■常磐線 | 上行 | 岩沼方向 |

## 相鄰車站
東日本旅客鐵道
■東北本線、■常磐線
□快速「仙台城市快速」
通過
■普通
岩沼－館腰－名取

## 外部連結
- （日語）館腰車站（JR東日本） （页面存档备份，存于）